# 975
975 је била проста година.

## Догађаји
- Византијско-арапски ратови: цар Јован I Цимискије врши нападе на Месопотамију и инвазију Сирије, користећи византијску базу у Антиохији да се притисне ка југу до Триполија. Он осваја градове Баалбек, Дамаск, Сидон, Тиберијаду и Цезареју, али не успева да заузме Јерусалим.
- Цар Отон II води казнену експедицију против Болеслава II, војводе од Чешке.
- 21. децембар – Калиф Ел-Муиз умире у Египту након 22-годишње владавине у којој је проширио своје царство од Сицилије до Атлантика. Наследио га је његов син Ел-Азиз Билах као владар Фатимидског калифата.
- Цар Таизу осваја провинцију Хунан и ставља моћ војске под контролу Сонга. Завршетак ере господара рата.
- Цар Отон II поставља свог архиканцелара Вилигиса за надбискупа Мајнца. Палијум добија од папе Бенедикта VII.
- Између кијевског кнеза Јарополка Свјатославича и његовог брата, владара древљанских земаља, Олега Свјатославича, избија свађа због убиства Љута, сина Свенедовог, који наговара Јарополка да се освети Олегу и одузме му земље.

### Јул
- 8. јул — Енглески краљ Едгар I Мирољубиви умире после 16 година владавине; наслеђује га дванаестогодишњи син Едвард II Мученик.

## Смрти
- 8. јул — Едгар I Мирољубиви, краљ Енглеске